# Mortierella gemmifera
Mortierella gemmifera är en svampart som beskrevs av M. Ellis 1940. Mortierella gemmifera ingår i släktet Mortierella och familjen Mortierellaceae.   Inga underarter finns listade i Catalogue of Life.